# Culex cylindricus
Culex cylindricus är en tvåvingeart som beskrevs av Theobald 1903. Culex cylindricus ingår i släktet Culex och familjen stickmyggor. Inga underarter finns listade i Catalogue of Life.